# Sphenomorphus scutatus
Espèce
Synonymes
- Lygosoma scutatum Peters, 1867

Statut de conservation UICN

 LC  : Préoccupation mineure
Sphenomorphus scutatus est une espèce de sauriens de la famille des Scincidae.

## Répartition
Cette espèce est endémique des Palaos.

## Publication originale
- Peters, 1867 : Über Flederthiere (Pteropus gouldii, Rhinolophus deckenii, Vespertilio lobipes, Vesperugo temminckii) und Amphibien (Hypsilurus godeffroyi, Lygosoma scutatum, Stenostoma narirostre, Onychocephalus unguirostris, Ahaetulla poylepis, Pseudechis scutellatus, Hoplobatrachus reinhardtii, Hyla coriacea). Monatsberichte der Königlich Preussischen Akademie der Wissenschaften zu Berlin, vol. 1867, p. 703-712 (texte intégral).